# Нарва (река, впадает в Кереть)
Нарва — река в России, протекает по территории Кестеньгского сельского поселения Лоухского района Республики Карелии. Длина реки — 17 км.
Река берёт начало из ламбины без названия (в шести километрах к северу от развалин деревни Нильмагубы) на высоте 106,7 м над уровнем моря.
Течёт преимущественно в восточном направлении по заболоченной местности. В среднем течении протекает через Нарвозеро.
Река в общей сложности имеет десять малых притоков суммарной длиной 20 км.
Впадает на высоте 88,6 м над уровнем моря в озеро Кереть, из которого берёт начало река Кереть, впадающая в Белое море.
Населённые пункты на реке отсутствуют.
Код объекта в государственном водном реестре — 02020000712102000001646.